# Bägarkrokus
Bägarkrokus (Crocus chrysanthus) är en irisväxtart som först beskrevs och fick sitt nu gällande namn av William Herbert. Bägarkrokus ingår i krokussläktet som ingår i familjen irisväxter. Arten är reproducerande i Sverige.
Artens utbredningsområde anges som sydöstra Europaoch Turkiet.

## Underarter
Arten delas in i följande underarter:
- C. c. chrysanthus
- C. c. multifolius

## Bilder

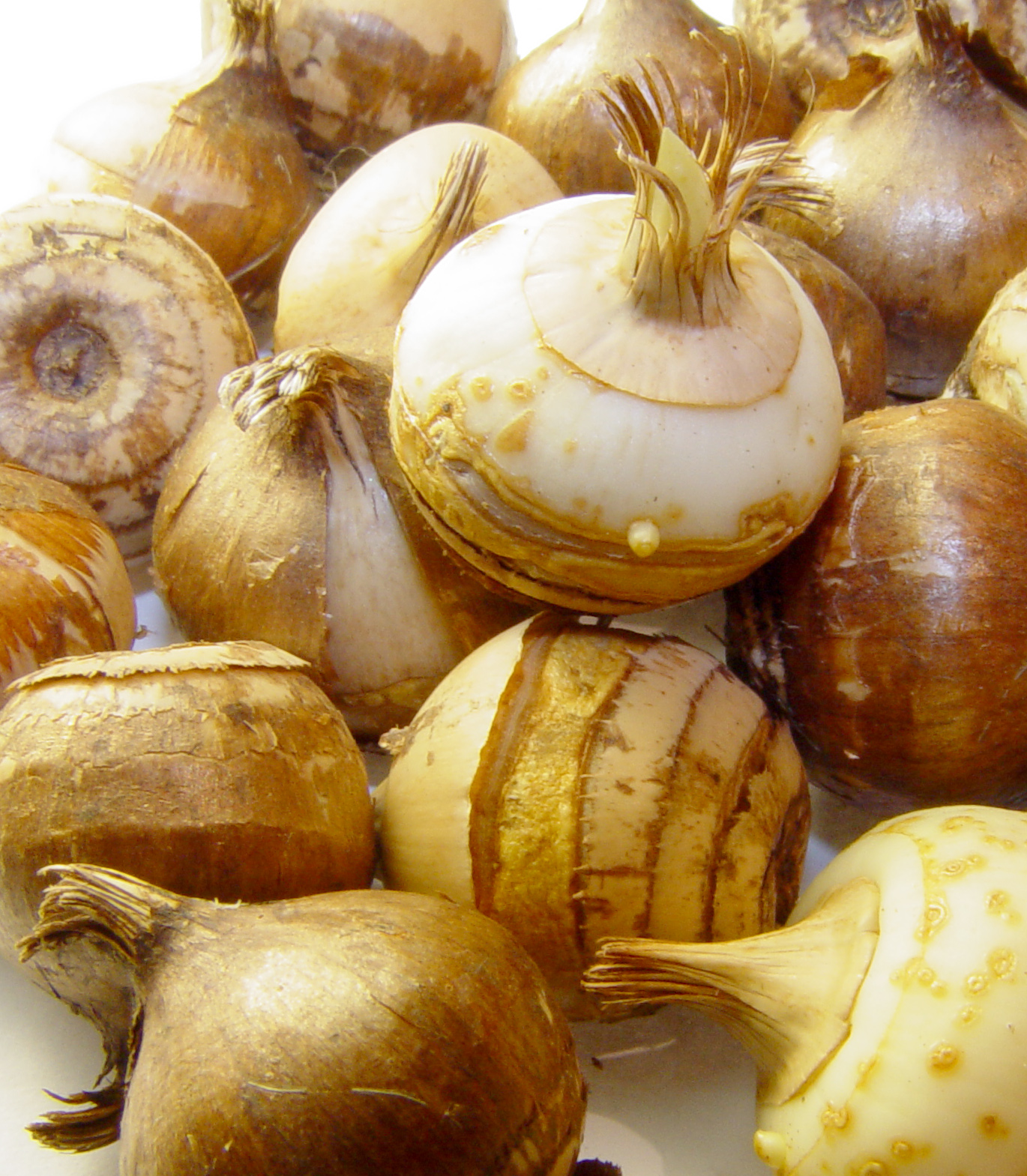
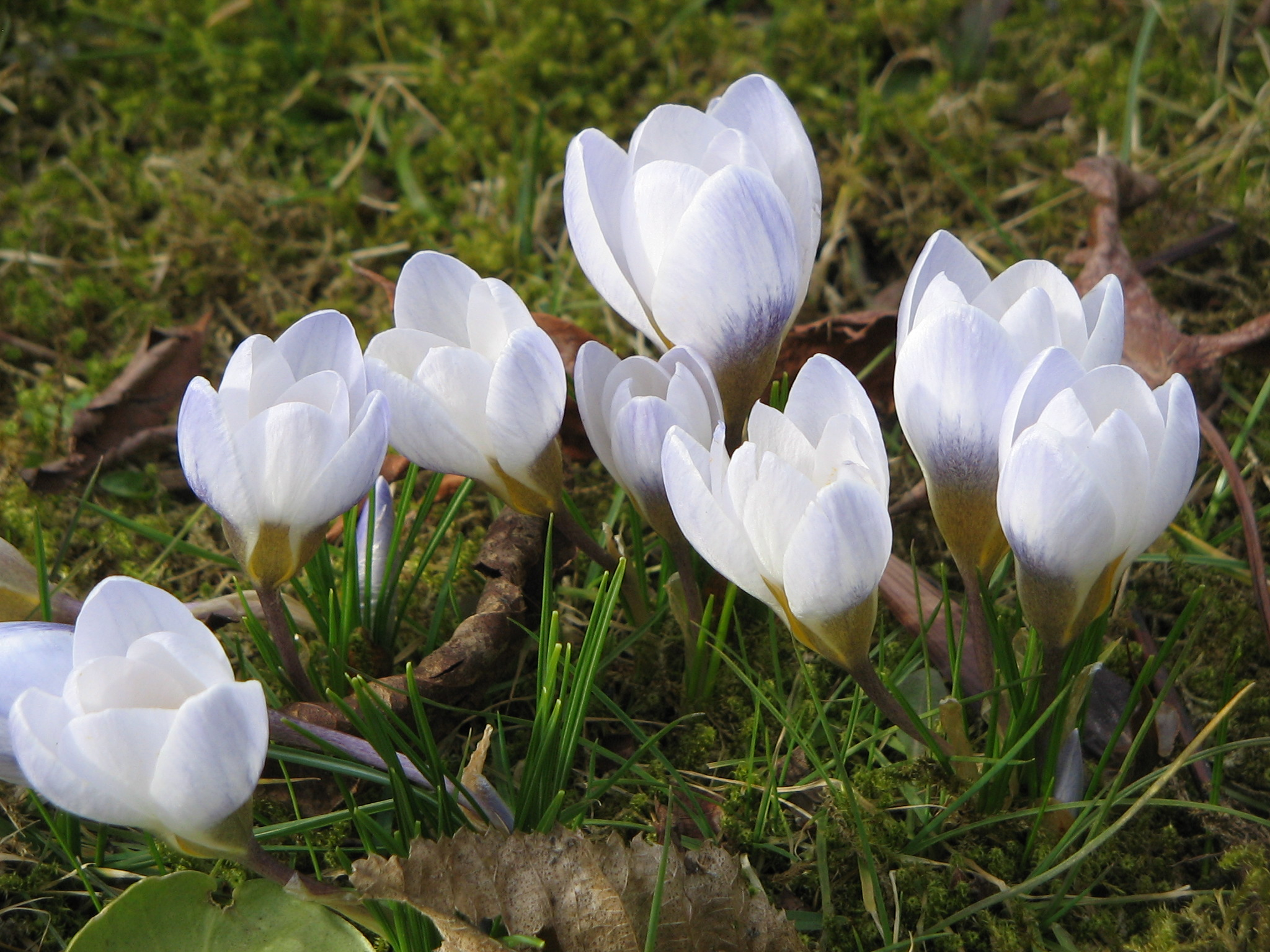
'Blue Pearl'
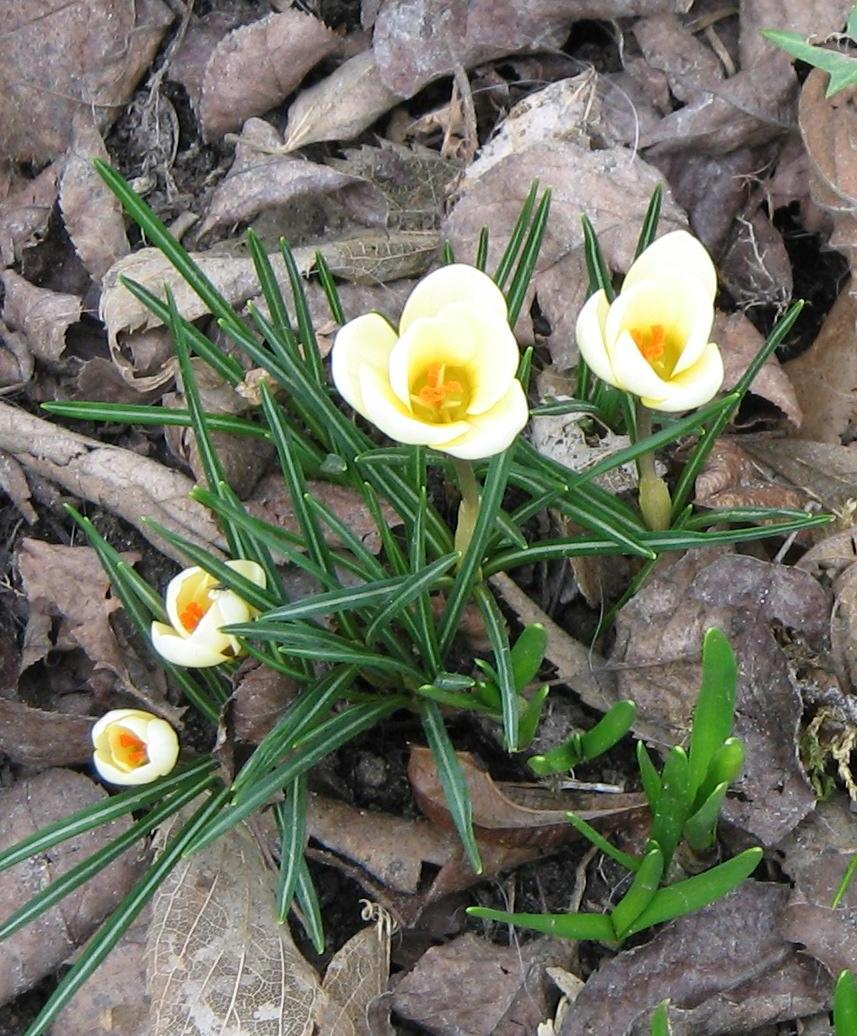
'Cream Beauty'
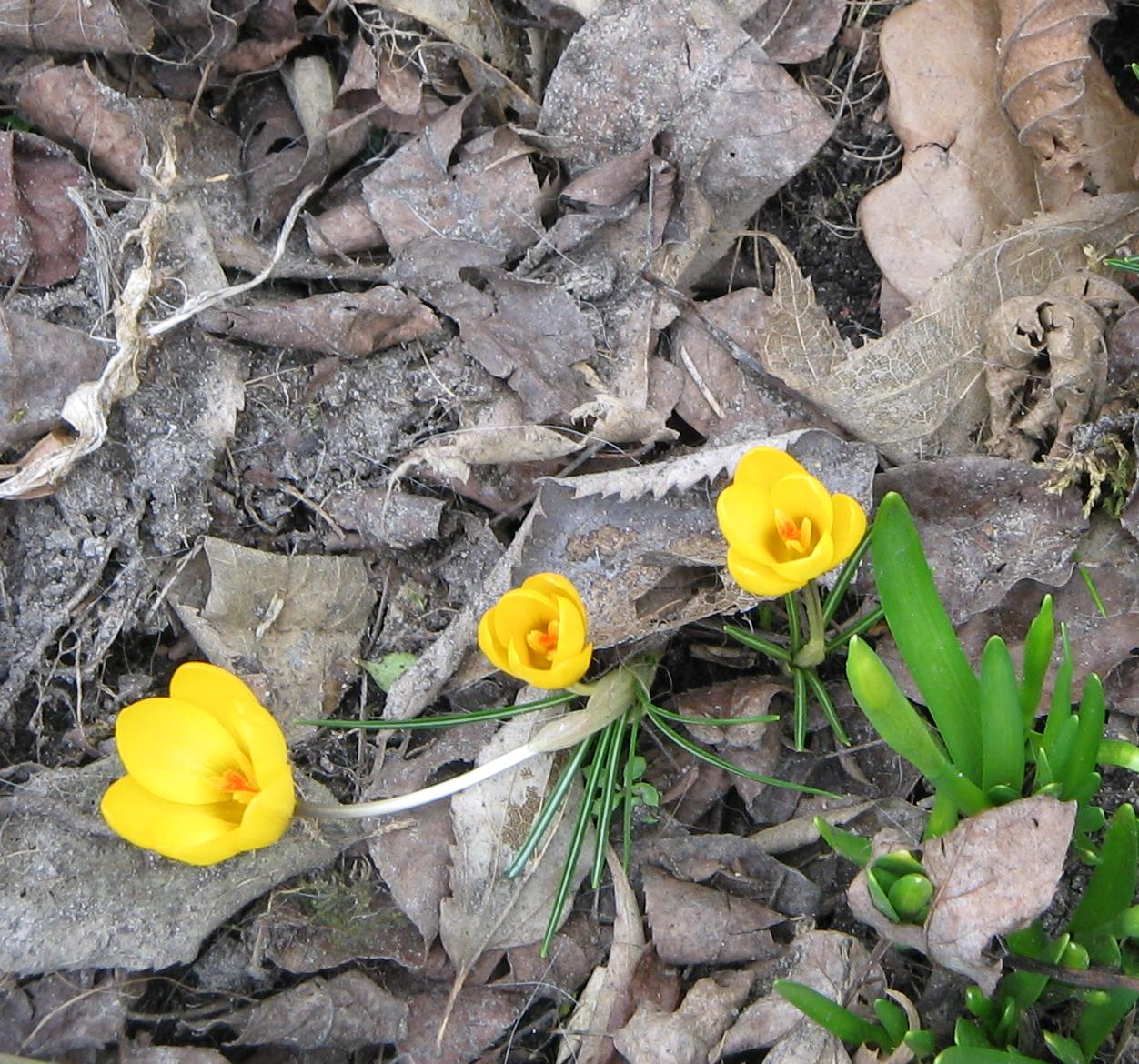
'Gipsy Girl'